# Ébauche (peinture)
Ne doit pas être confondu avec Croquis, Esquisse ou Étude (peinture).

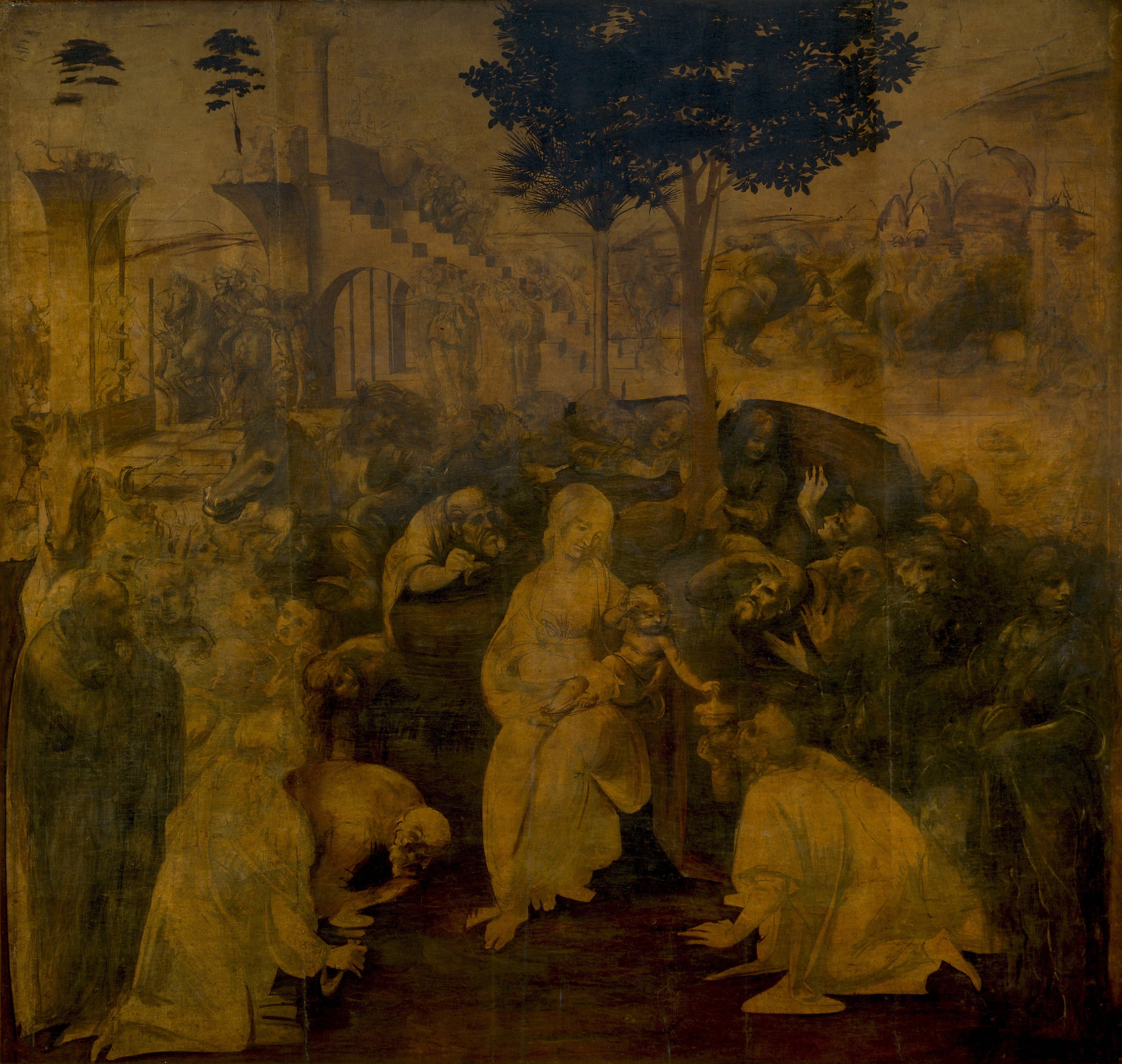
Ébauche de L'Adoration des mages de Léonard de Vinci.

Une ébauche est le commencement et première forme d'une œuvre peinte. 
Elle ne doit pas être confondue avec le croquis, l'esquisse, l'étude ou le projet qui sont, chacun, des types de dessin. 
L'ébauche est véritablement le début de l'œuvre : elle sera réalisée au pinceau et en couleur sur le support vierge ou sur une première esquisse du sujet au fusain ou au crayon.
Elle va ainsi servir de base à l'artiste pour l'application des prochaines couches de peinture.

## Source
- André Béguin, Dictionnaire technique du dessin, Vander.